# Râul Gilort (sit SCI)
Râul Gilort este o arie protejată (arie specială de conservare — SAC, sit de importanță comunitară — SCI) din România, desemnată în scopul protejării biodiversității și menținerii într-o stare de conservare favorabilă a florei spontane și faunei sălbatice, precum și a habitatelor naturale de interes comunitar aflate în arealul zonei de protecție. Aceasta se întinde pe o suprafață de 857,8 ha, integral pe uscat.

## Localizare
Centrul sitului Râul Gilort este situat la coordonatele 45°05′12″N 23°37′22″E / 45.086661°N 23.622794°E. Situl se întinde pe teritoriile administrative ale comunelor Albeni, Bengești-Ciocadia, Bumbești-Pițic și pe cele ale orașelor Novaci și Târgu Cărbunești din județul Gorj.

## Înființare
Arealul Râul Gilort a fost declarat sit de importanță comunitară (ROSCI0362) în septembrie 2011 pentru a proteja două tipuri de habitate naturale și 6 specii de animale. Situl a fost protejat și ca arie specială de conservare (ROSAC0362) în mai 2022.

## Biodiversitate
Situată în ecoregiunea continentală, aria protejată conține 2 habitate naturale: Păduri ripariene de arin (Alno-Padion), Zăvoaie cu Salix alba și Populus alba.
La baza desemnării sitului se află mai șase specii faunistice protejate:
- mamifere (1): vidră de râu (Lutra lutra)
- amfibieni (1): izvoraș-cu-burta-galbenă (Bombina variegata)
- pești (4): mreană balcanică (Barbus balcanicus), chișcar (Eudontomyzon mariae), porcușor de șes (Romanogobio vladykovi), câră (Sabanejewia balcanica)